# Ignaz Lachner

Ignaz Lachner

Ignaz Lachner (* 17. September 1807 in Rain; † 25. Februar 1895 in Hannover) war ein deutscher Komponist und Dirigent.

## Leben
Ignaz Lachner wurde in eine musikalische Familie geboren. Sein Vater Anton war Organist, bei ihm erhielt er seinen ersten Unterricht als Violinspieler. Seine Brüder Franz und Vinzenz sowie sein Stiefbruder Theodor waren ebenfalls Komponisten.
Von 1820 bis 1823 besuchte er, obgleich katholisch getauft, das Gymnasium bei St. Anna zu Augsburg. Nachdem er schon als sechsjähriger Knabe mit Beifall öffentlich aufgetreten war, fand er im Alter von 16 Jahren am Isartortheater in München eine Anstellung. 1826 wurde er Organist an der Reformierten Stadtkirche in Wien, dann Orchestermitglied am Hofoperntheater, 1831 Musikdirektor in Stuttgart und bald darauf in München. 1842 wurde er in die Freimaurerloge „Zu den 3 Cedern“ aufgenommen. 1853 wurde er 1. Kapellmeister in Hamburg, ab 1858 Hofkapellmeister in Stockholm und 1861 Kapellmeister am Stadttheater zu Frankfurt am Main, aus welcher Stellung er 1875 in den Ruhestand trat.
Im April 1842 heiratete er Franziska Maria Kreszentia Waldhör (1818–1884), die Tochter des verstorbenen Musikpädagogen, Chorregenten und Komponisten Matthias Waldhör. Das Ehepaar hatte vier gemeinsamen Kinder: die Tochter Julie (1843 – um 1872), die Pianistin wurde, und ihre Zwillingsschwester Sophie, sowie die Söhne Johann Martin (1844–???) und Karl (1851–???).
Seine Geburtsstadt Rain würdigt ihn mit einem Straßennamen, dem Gebrüder-Lachner-Museum, das in seinem Geburtshaus untergebracht ist, sowie der Benennung der Gebrüder-Lachner-Mittelschule.

## Werke
Von seinen Kompositionen haben besonders die zu Alpenszenen (zum Beispiel Das letzte Fensterln) Anklang gefunden. Außerdem schrieb er zwei Opern Der Geistersturm (1837) und Die Regenbrüder (1839), Sonaten, Streichquartette und viele Lieder.

### Kammermusik
- Notturno F-Dur für Fagott und Klavier, op. 83, 1895
- Streichquartett Nr. 1 F-Dur op. 43
- Streichquartett Nr. 2 G-Dur op. 51
- Streichquartett Nr. 3 C-Dur op. 54
- Streichquartett Nr. 4 A-Dur op. 74
- Streichquartett Nr. 5 G-Dur op. 104
- Streichquartett Nr. 6 a-Moll op. 105
- Streichquartett Nr. 7 B-Dur op. posth.
- 6 Trios für Violine, Viola und Klavier (opp. 37, 45, 58, 89, 102, 103)
- Quartett für 4 Violinen G-Dur op. 107